# Theodor Fontane
Theodor Fontane (30. prosince 1819 Neuruppin – 20. září 1898 Berlín) byl německý romanopisec a básník, čelný představitel německého poetického realismu.

## Život
Henri Theodore Fontane se narodil 30. prosince 1819 v Neuruppinu jako syn lékárníka hugenotského původu, Louise Henri Fontana. Pro splacení svých hráčských dluhů byl Theodorův otec nucen v roce 1826 lékárnu prodat a krátce nato, v roce 1827, se rodina odstěhovala do Swinemünde. Po krátkém intermezzu na tamější městské škole začal být Theodor Fontane na přání své matky vyučován otcem a soukromými učiteli jisté spřátelené rodiny, což trvalo až do roku 1832. V letech 1832 až 1833 navštěvoval neuruppinské gymnázium a posléze nastoupil na průmyslovou školu Karla Friedricha von Klödena v Berlíně.
Roku 1834 se odstěhoval k nevlastnímu bratrovi svého otce, strýčku Augustovi. V roce 1835 se poprvé setkal se svojí budoucí ženou Emilií Rouanet-Kummer. Rok nato odešel z průmyslové školy a začal se učit lékárníkem. Roku 1839 zveřejnil svoji první novelu Geschwisterliebe.
Po vyučení v prosinci 1839 získal Fontane na podzim 1840 místo lékárníka v Burgu (poblíž Magdeburgu). Zde také vznikly jeho první básně.
Roku 1841 onemocněl tyfem, brzy se však uzdravil u svých rodičů v Letschinu. Poté pracoval jako pomocník lékárníka v Lipsku, Drážďanech a nakonec u svého otce v Letschinu. Roku 1843 byl Bernhardem von Lepel uveden do literárního spolku Tunel nad Sprévou, v němž vytrval až do roku 1865. Od 1. dubna 1844 do 31. března 1845 si odbýval u 2. grenadýrského gardového regimentu císaře Františka vojenskou službu, kam nastoupil jako jednoroční dobrovolník a kterou opustil v poddůstojnické hodnosti kaprála. V této době vyhověl pozvání svého přítele Hermanna Scherze a podnikl svoji první, čtrnáctidenní cestu po Anglii.
Po pobytu v lékárně svého otce si našel místo v Berlíně, a to v Polské lékárně doktora Julia Eduarda Schachta. 8. prosince 1845 se zasnoubil se svojí milou Emilií Rouanet-Kummer. V březnu 1847 získal nejvyšší aprobaci a stal se tak lékárníkem první třídy. V následujícím, revolučním roce bojoval na berlínských barikádách. Tehdy vznikly radikálně revoluční Fontanovy texty, které vyšly v časopisu Berliner Zeitungshalle. Poté byl zaměstnán v nemocnici Bethanien, kde školil dvě diakonky.

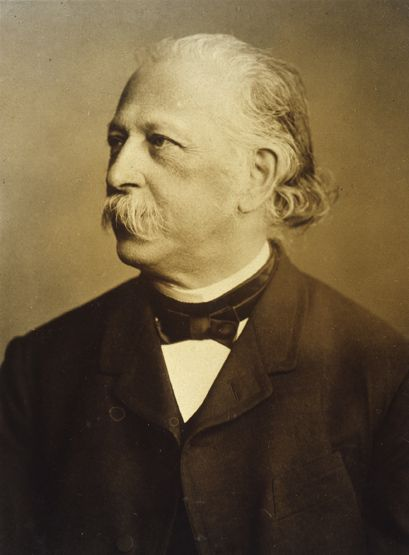
Theodor Fontane (1890)

30. září 1849 se rozhodl zcela zanechat svého lékárnického povolání a nadále se živit pouze psaním. Nejprve se věnoval politickým textům v radikálně demokratických novinách Dresdner Zeitung. Téhož roku byla zveřejněna i jeho první kniha Männer und Helden. Acht Preussenlieder. Fontane se oženil se svojí Emilií Rouanet-Kummer a odstěhoval se s ní do Berlína. Jejich manželství bylo zpočátku poznamenáno finančními problémy, protože Fontanovy příjmy byly víc než skromné. Roku 1851 byl konečně zaměstnán Centralstelle für Preßangelegenheiten, pro kteroužto organizaci podnikl dvě cesty do Londýna (1852 a v letech 1855 – 1859).
Roku 1860 se mu narodilo páté dítě. První syn George zemřel roku 1887 v Lichterfelde na zánět slepého střeva. Další tři synové zemřeli brzy po narození. Pátým dítětem byla Fontanova jediná dcera Martha (Mete). V roce 1864 se pak konečně narodil Fontanův poslední syn Friedrich. Stejného roku odcestoval Fontane do Kodaně, aby odsud podával zprávy o probíhající prusko-dánské válce. Od roku 1870 pracoval jako divadelní kritik. Během prusko-francouzské války se vydal do Paříže, aby pozoroval válečné operace. Zde byl omylem zatčen jako špion. Zanedlouho byl však propuštěn. Mezi roky 1874 a 1876 podnikl se svojí ženou několik cest po Rakousku, Itálii a Švýcarsku.
Po návratu se rozhodl, že již více nebude pracovat pro noviny a bude se živit jako spisovatel na volné noze. Od té doby napsal mnoho nejrůznějších textů, až v roce 1892 začal pociťovat problémy spojené s těžkou chudokrevností mozku. Lékař mu poradil, aby sepsal své vzpomínky na dětství, což by mu mohlo pomoci vypořádat se s nemocí. A to se také podařilo. Poté psal Fontane ještě jistý čas dále, než 20. září 1898 zesnul v Berlíně. Byl pohřben na hřbitově své náboženské obce Friedhof II der Französischen Gemeinde zu Berlin v obvodě Berlin-Mitte.

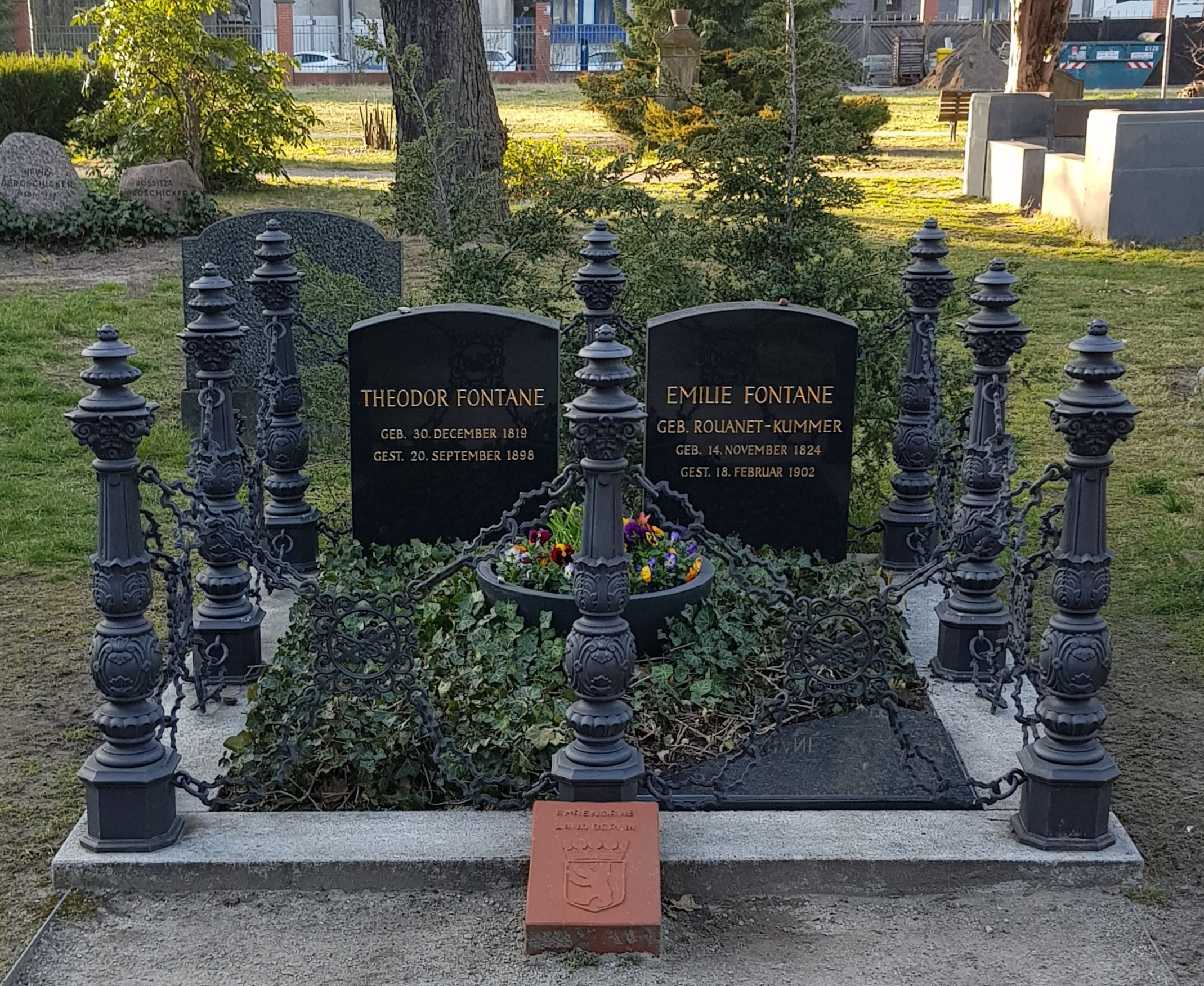
Theodor Fontane a jeho hrob v Berlíně, 2022

Theodor Fontane je považován z jedno z největších jmen německé literatury, společně s Goethem, Lessingem, bratry Mannovými a jinými tvoří pomyslnou špici. Roku 1995 se na jeho odkaz navázal Günter Grass se svým románem Širé pole.

## Dílo

### České překlady
- Cizoložnice (L'Adultera, 1882, česky 1970 v překladu Jarmily Fromkové)
- Toužení soužení (obsahuje román Irrungen, Wirrungen, 1888, a novelu Schach von Wuthenow, 1882, česky 1974 v překladu Kamily Jiroudkové)
- Stina (Stine, 1890, česky 1975 v překladu Antonína Hendrych)
- Paní Jenny Treibelová (Frau Jenny Treibel, 1892, česky 1976 v překladu Anny Siebenscheinové)
- Manželství Effi Briestové (Effi Briest, 1896, česky 1933 v překladu Josefa Menzela, 1954 druhé vydání v témže překladu)

### Další významná díla (výběr)
- Graf Petöfy (1884)
- Unterm Birnbaum (1885)
- Cécile (1887)
- Der Stechlin (1899)